# Alrededores de Gaza

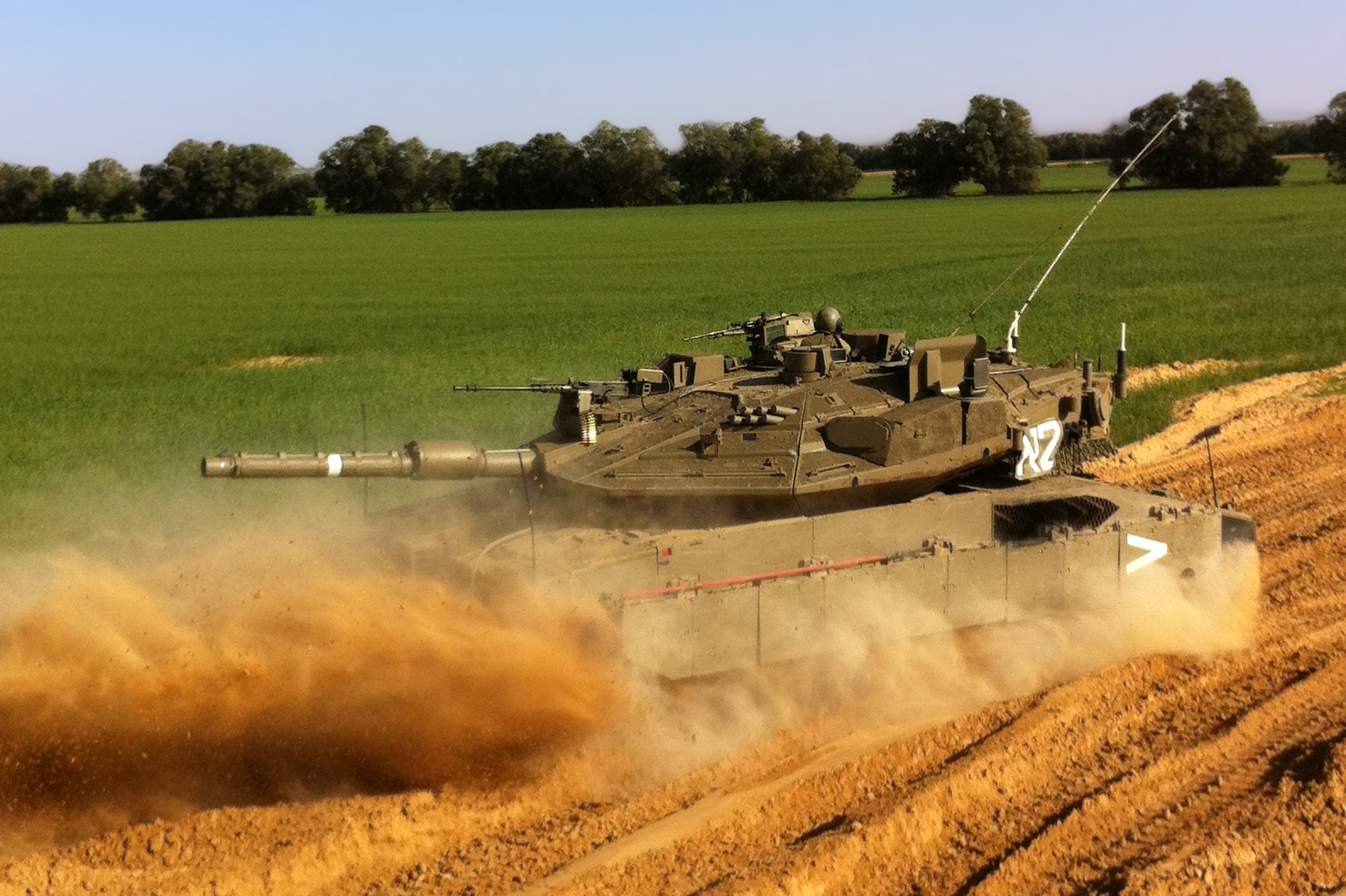
Un tanque Merkava Mark IV patrulla la frontera con Gaza (febrero de 2012)

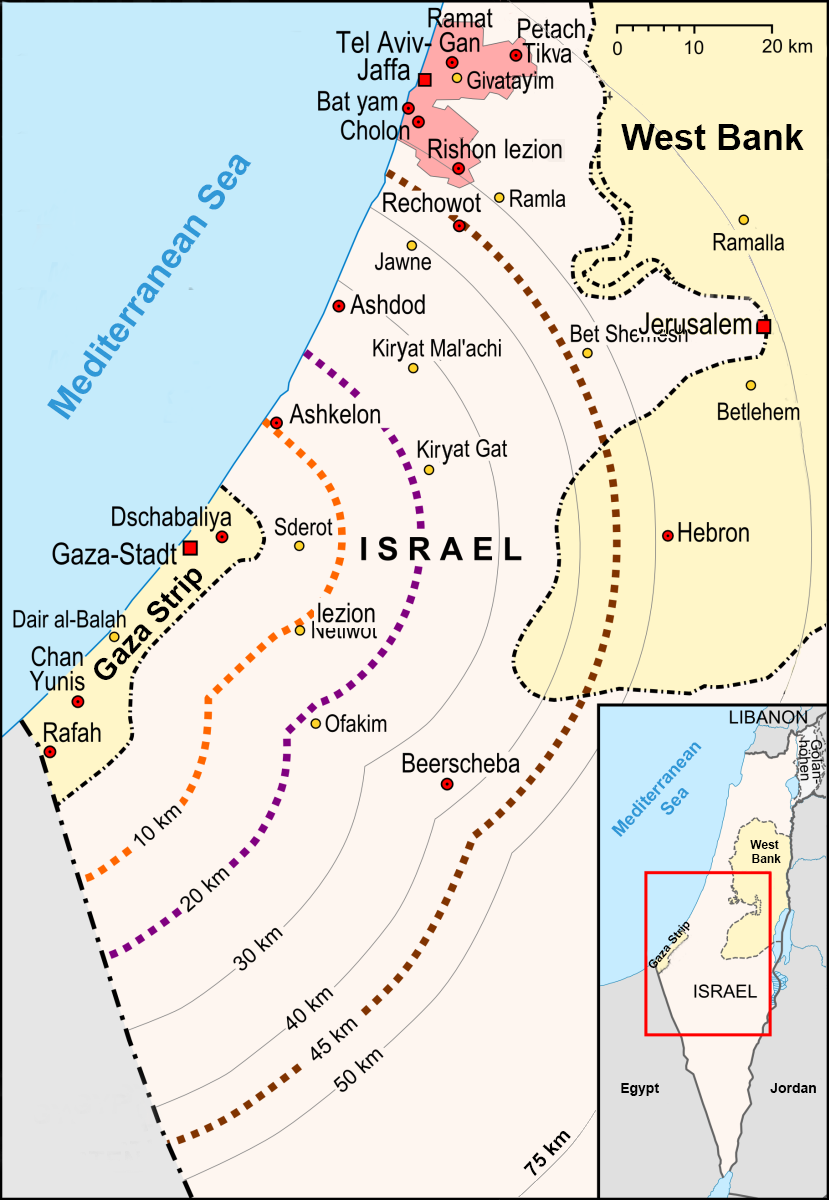
Alcance de los cohetes desde Gaza

Los alrededores de Gaza (en hebreo: עוטף עזה‎;;Otef Aza) son las áreas pobladas de Israel que están dentro de los 7 km de la frontera de la Franja de Gaza y, por lo tanto, se encuentran dentro del alcance de los proyectiles de mortero y los cohetes Qassam lanzados desde la Franja de Gaza. La región está poblada por 70.000 ciudadanos israelíes según el Ministerio del Interior de Israel.

## Historia
Tras la retirada israelí de la Franja de Gaza en 2005, hubo un aumento de los bombardeos transfronterizos y los ataques con cohetes contra Israel. Los datos recopilados por la Agencia de Seguridad de Israel mostraron un aumento en los bombardeos de 401 proyectiles en 2005 aumentando año tras año a 2048 en 2008 antes de volver a caer a 569 en 2009. En respuesta al aumento de los bombardeos, en 2007 la Knesset aprobó la "Ley de Asistencia a Sderot y el Néguev Occidental (Disposición Temporal) de 2007", que reconoció a estas comunidades (y comunidades adicionales en el área designada por el Ministro de Hacienda) como "Comunidades en línea de confrontación" y les otorgó privilegios especiales (temporalmente, hasta finales de 2008). Medidas legislativas adicionales extendieron la vigencia de algunos de los beneficios, con ciertos cambios, hasta finales de 2014.

## Comunidades circunvecinas de Gaza
Las siguientes poblaciones se incluyeron en la lista de comunidades en el área de la línea de confrontación sur, publicada por la Autoridad Fiscal de Israel:
| - Sderot city - Alumim - Ami'oz - Avshalom - Be'eri - Bror Hayil - Dekel - Dorot - Ein HaBesor - Ein Hashlosha - Erez - Gevim - Gvar'am - Havat Shikmim | - Holit - Ibim - Karmia - Kerem Shalom - Kfar Aza - Kfar Maimon - Kissufim - Magen - Mavki'im - Mefalsim - Mivtahim - Nahal Oz - Netiv HaAsara - Nir Am | - Nir Oz - Nir Yitzhak - Nirim - Ohad - Or HaNer - Pri Gan - Re'im - Sa'ad - Sde Nitzan - Sdei Avraham - Shlomit - Shokeda - Shuva - Sufa | - Talmei Eliyahu - Talmei Yosef - Tkuma - Tushia - Tzohar - Yad Mordechai - Yakhini - Yated - Yesha - Yevul - Zikim - Zimrat |

Referencias